# Bagage à main

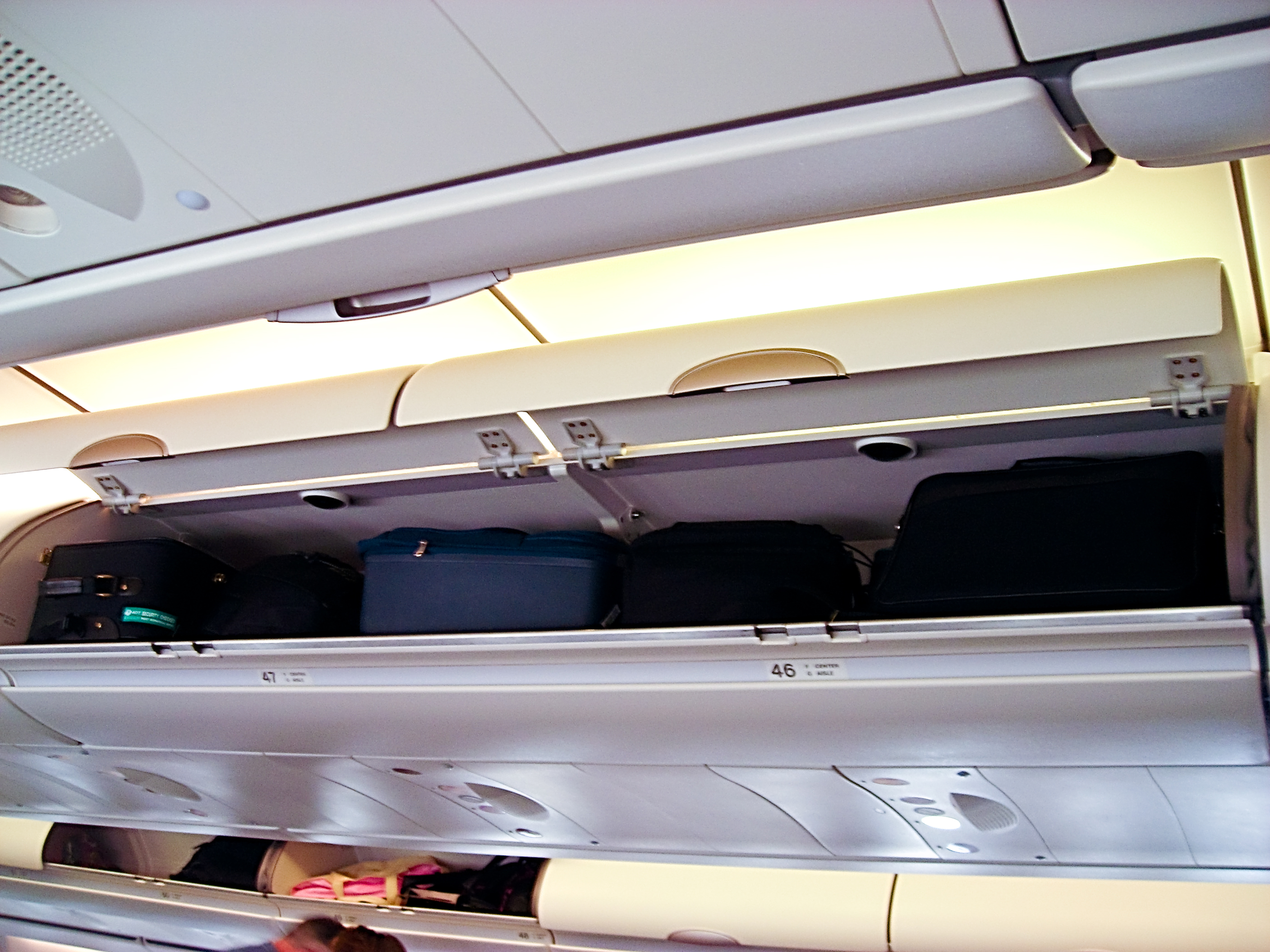
Compartiments des bagages cabine d'un avion de ligne Airbus A340-600 en classe économique.

Un bagage à main ou bagage cabine (également désigné comme « non enregistré » en Amérique du Nord) est le type de bagage que les passagers peuvent emporter avec eux dans le compartiment passager d'un véhicule au lieu de le mettre dans le compartiment cargo ou la soute. La dénomination de bagage à main, ou bagage cabine provient initialement de l'aviation civile. Différentes normes et restrictions  s'appliquent aux bagages pouvant être emportés dans la cabine de l'avion (notamment la taille, le poids et le transport de produits liquides ou dangereux). Les passagers peuvent prendre avec eux une quantité limitée de plus petits sacs, avec eux dans le véhicule, et qui contiennent des objets de valeur et ceux dont ils auront besoin pendant le voyage. Il y a normalement de l'espace de rangement prévu pour les bagages à main, soit sous les sièges ou dans des coffres au plafond. La taille standard des bagages de cabine est de 55 cm X 40 cm X 20 cm mais elle varie selon les compagnie aériennes utilisées. Certaines compagnies aériennes et notamment les compagnies dites "low cost" imposent le passage du bagage dans un gabarit correspondant aux dimensions maximales autorisées en cabine. La plupart des compagnies aériennes low cost acceptent un bagage de cabine gratuit, dont le poids est généralement limité, alors que le bagage de soute devra être payé (afin d’éviter un retard éventuel à cause d'un passager qui ne se serait pas présenté à temps et dont le bagage devrait être retiré de la soute et donc des coûts supplémentaires pour la compagnie). Les trains possèdent habituellement des porte-bagages au-dessus des sièges et, particulièrement dans le cas des trains voyageant sur de longues distances, ont également des espaces de rangement entre les dossiers des sièges orientés dans des directions opposées ou dans des casiers supplémentaires qui peuvent être situés aux extrémités des voitures, près des portes.